# Sphenochernes schulzi
Sphenochernes schulzi är en spindeldjursart som beskrevs av Frank Archibald Sinclair Turk 1953. Sphenochernes schulzi ingår i släktet Sphenochernes och familjen blindklokrypare. Inga underarter finns listade i Catalogue of Life.